# Stensättra gård

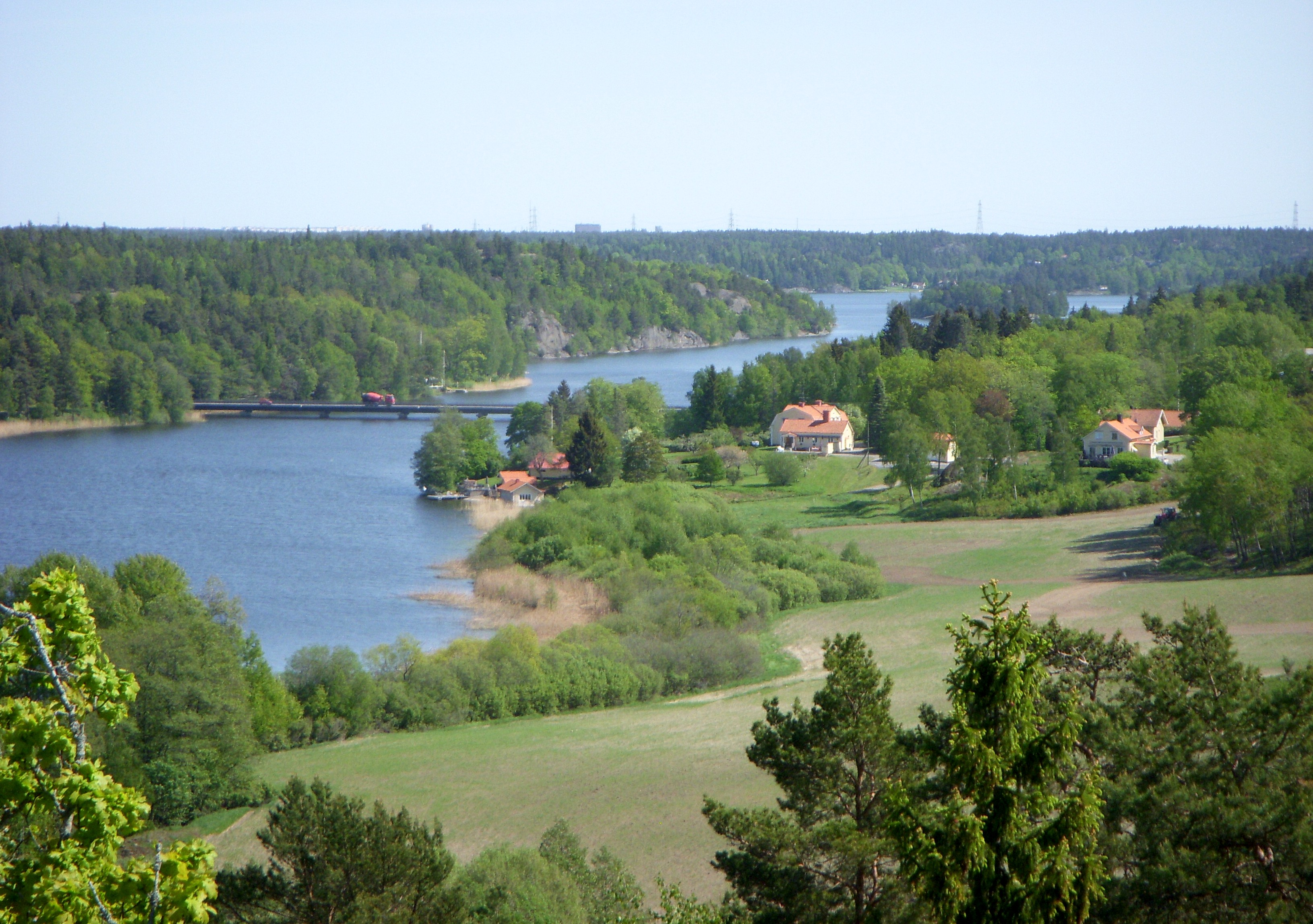
Utsikt över viken och gården, maj 2011.

Stensättra gård är en herrgård och ett tidigare säteri som ligger vid Flemingsbergsviken strax väster om Lännavägen (länsväg 259) i Huddinge kommun. Gården var från 1500-talet ett större torp under Sundby gård. Området koloniserades troligen redan under vikingatiden.

## Historik

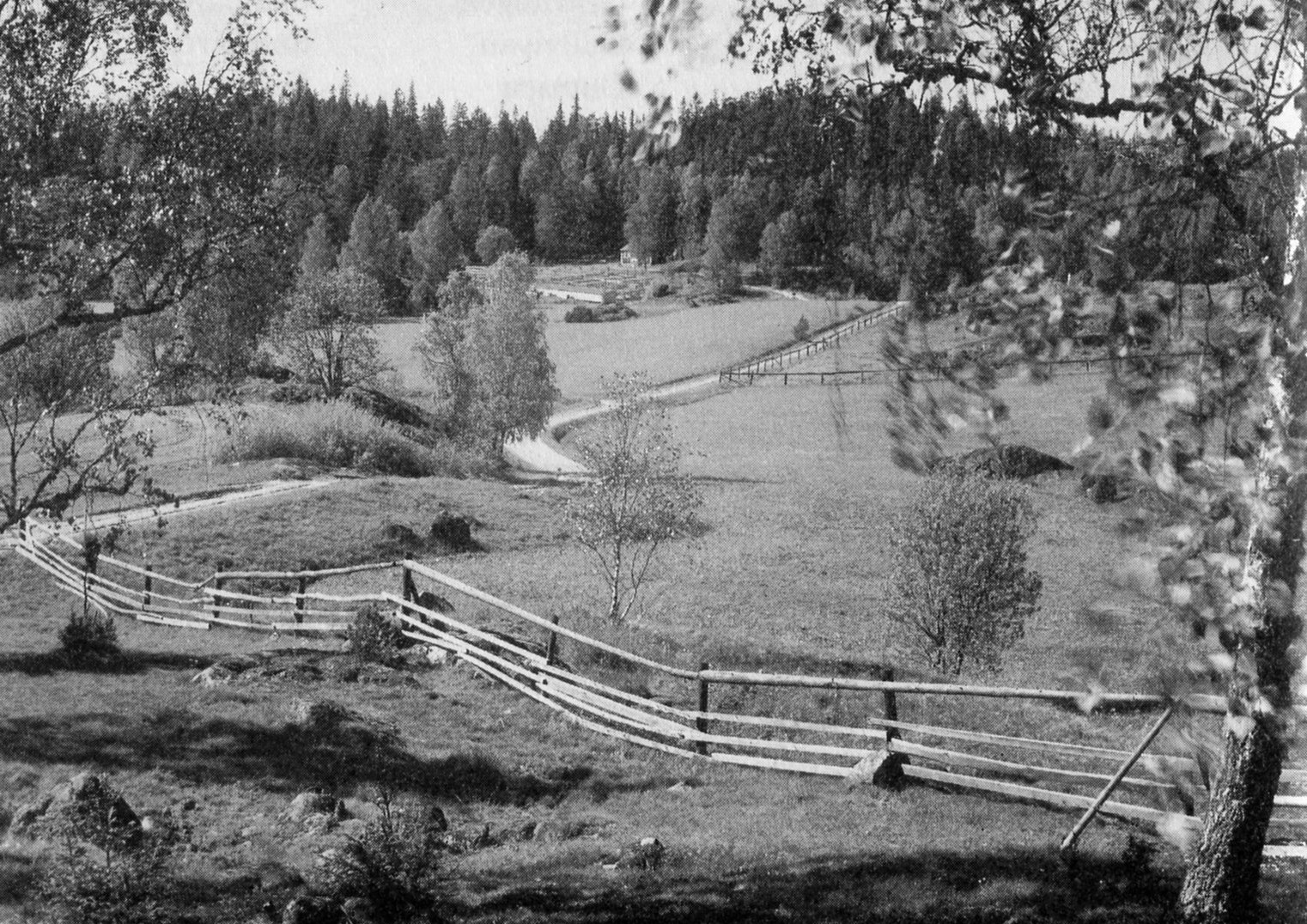
Stensättravägen 1935.

Namnet “Stensättra” är belagt sedan 1460 som "Stensaetre" och förledet ”Sten” i ortnamnet syftar troligen på den närbelägna Stensättra fornborg. “Sten” betyder "befäst plats".  På 1630-talet låg gården på den numera övergivna bytomten, strax norr om nuvarande placering. På 1830-talet blev gården självständigt men kom senare att höra under Balingsta gård. Kring sekelskiftet 1900 blev gården ett mönsterjordbruk. Nuvarande huvudbyggnad uppfördes på 1820-talet och flygelbyggnaden cirka 1925.
Gårdsanläggningen består idag av huvudbyggnad med tillbyggd flygel, gårdsplan med lindar, trädgård i sluttning mot Flemingsbergsviken - en vik av sjön Orlången, samt ekonomibyggnader, diverse bostadshus, torp och uthus. Samtliga bostadshus är privatbostäder. Området med undantag för gårdsanläggningen, ingår i Flemingsbergsskogens naturreservat, som är en del av Orlångens naturreservat.
Intill en äldre sträcka av gamla by- och kyrkovägen finns ett ännu levande exempel av ett offerkast, den så kallade "Stöttestenen" eller "Grodan". Grodan mäter cirka 6 x 1 meter och den ansamlade rishopen ligger under överhänget av ett flyttblock. Stöden består av såväl gamla, torra som nybrutna kvistar, grenar och käppar. Enligt flera uppgifter från ortsbefolkningen kallas den även "Önskestenen" och så långt tillbaka man kan minnas har man stöttad upp stenblocket med en pinne då man passerat för att få tur och välgång. Traditionen lever kvar än idag och lite längre västerut på gamla byvägen vid stigningen till Stensättra fornborg finns en "nyanlagd" stenhög. Kulturlandskapet kring Stensättra gård räknas till Huddinge kommuns mest välbevarade. Genom området sträcker sig den Gamla sockenvägen Flemingsberg-Lissma (nuvarande Stensättravägen) som sammanknöt bland annat gårdarna Flemingsberg, Stensättra, Sundby, Björksättra samt Lissma och övergavs på 1850-talet.

## Bilder

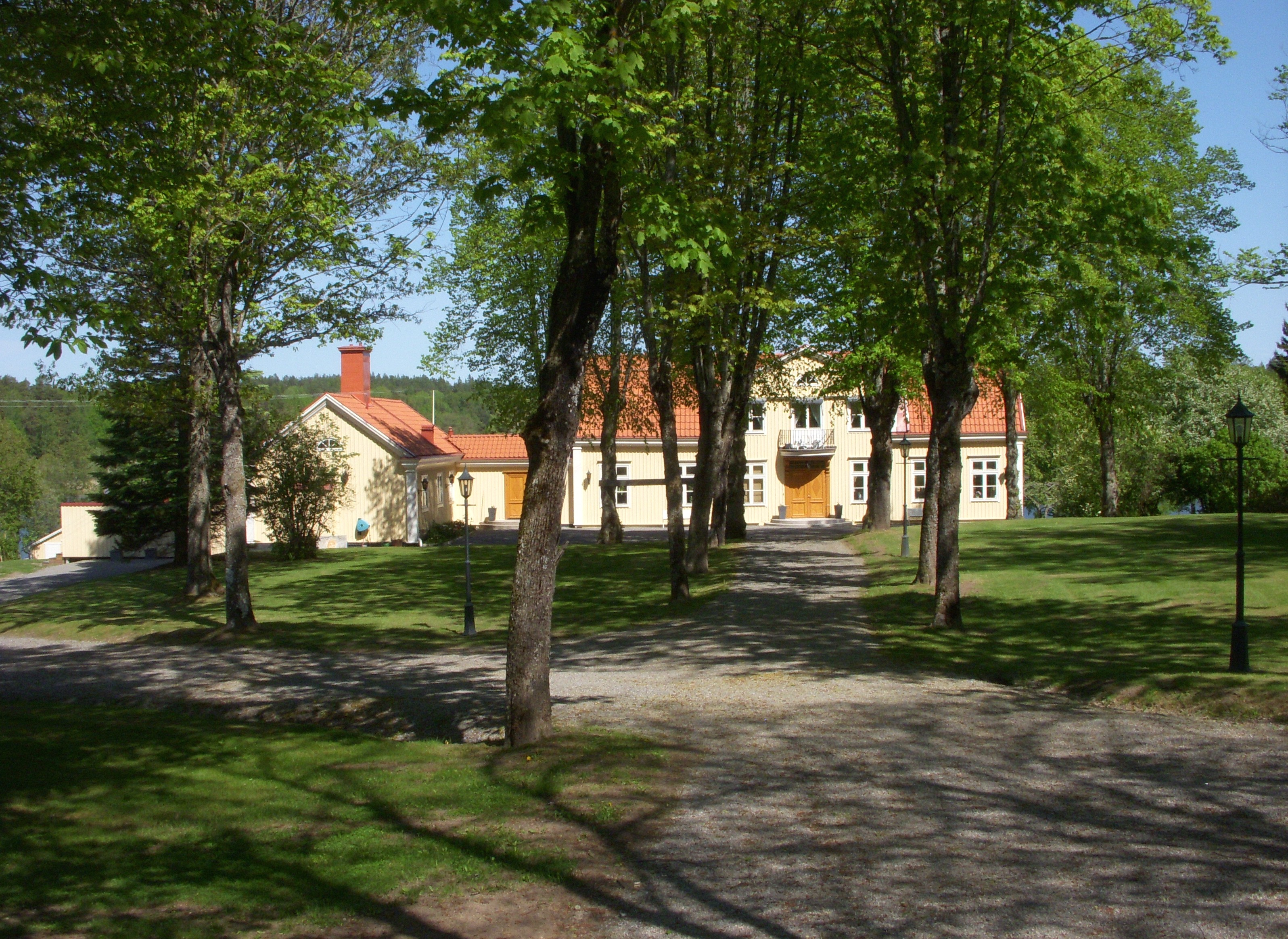
Huvudbyggnad
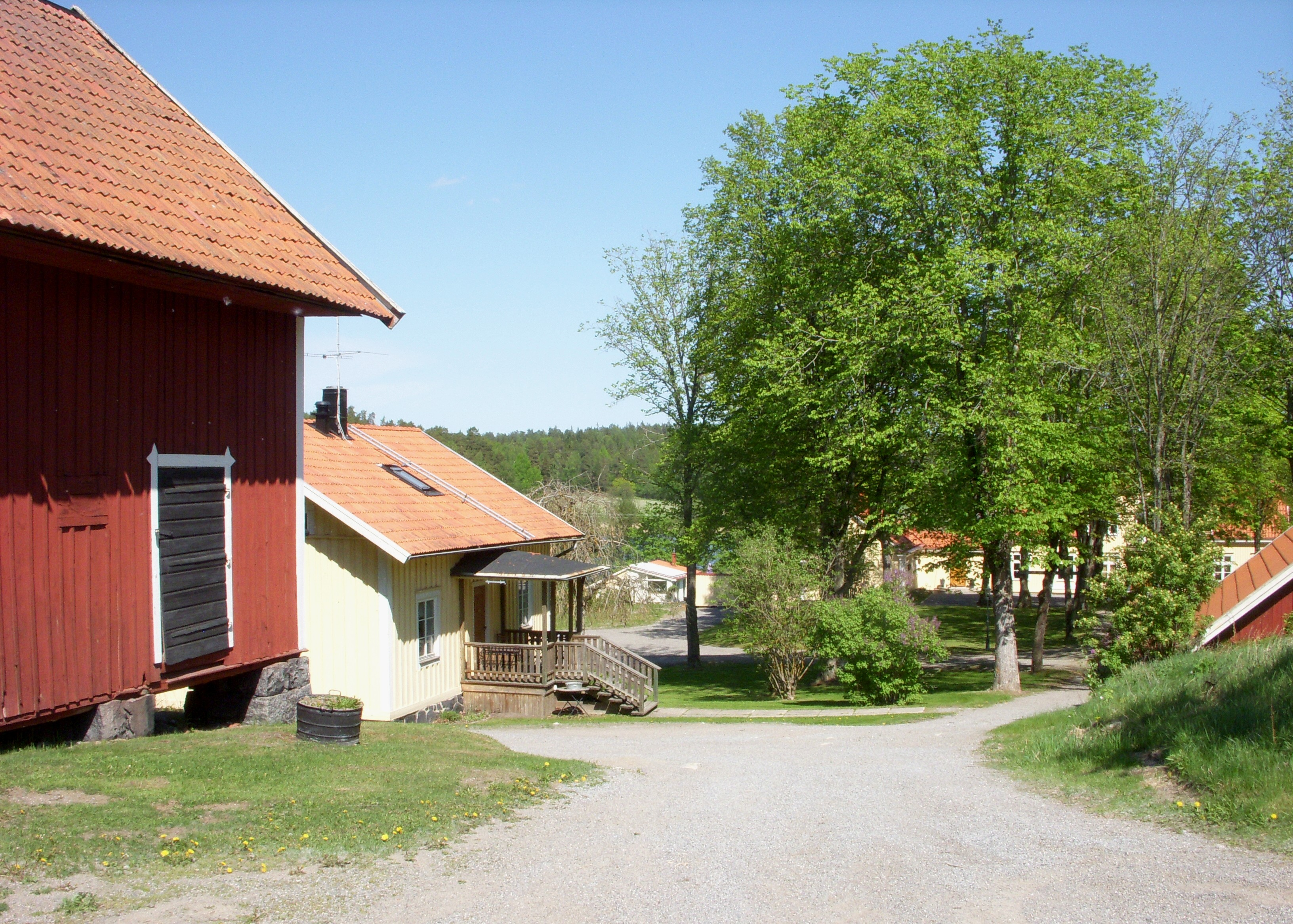
Byvägen
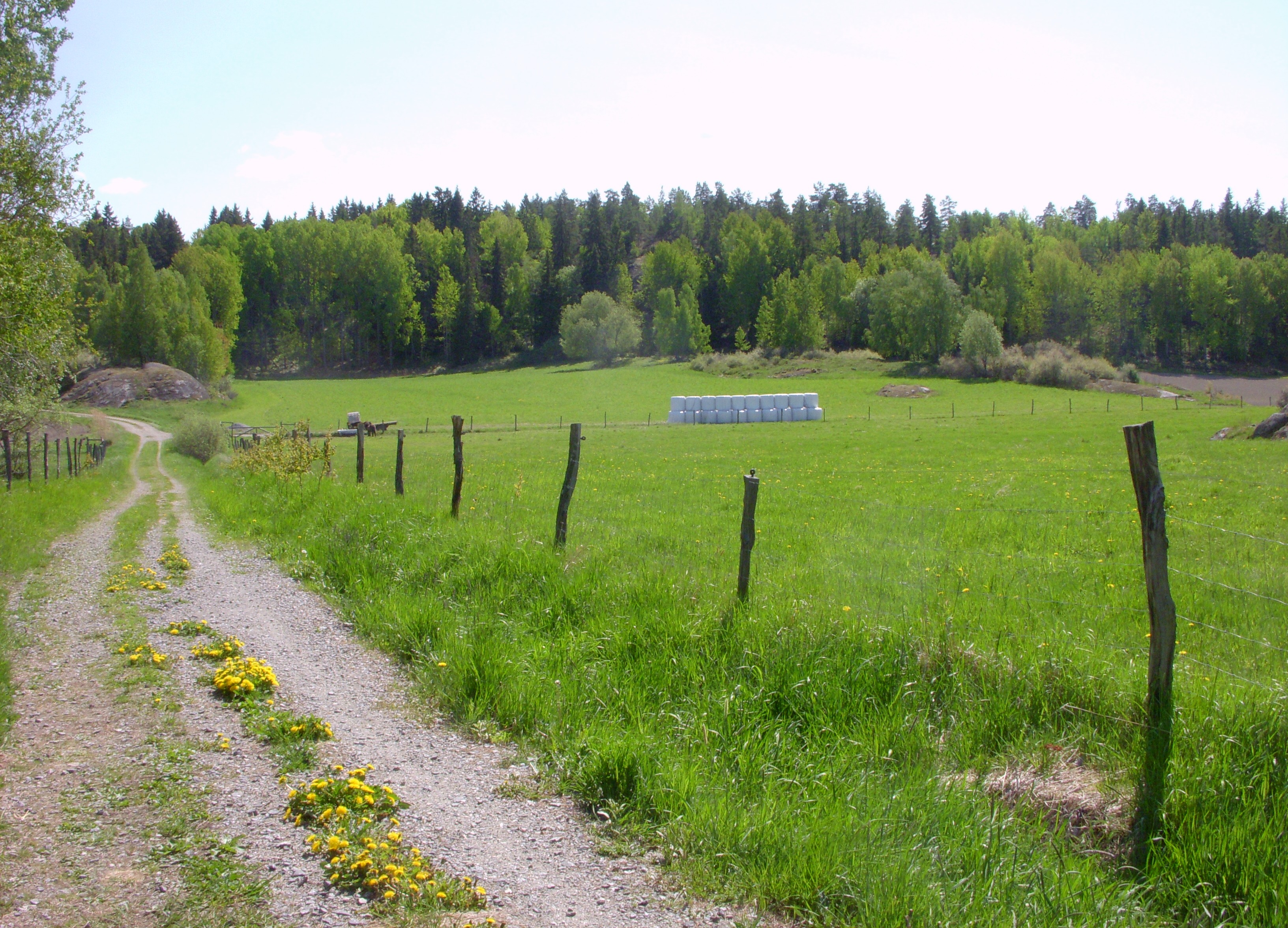
Den gamla sockenvägen
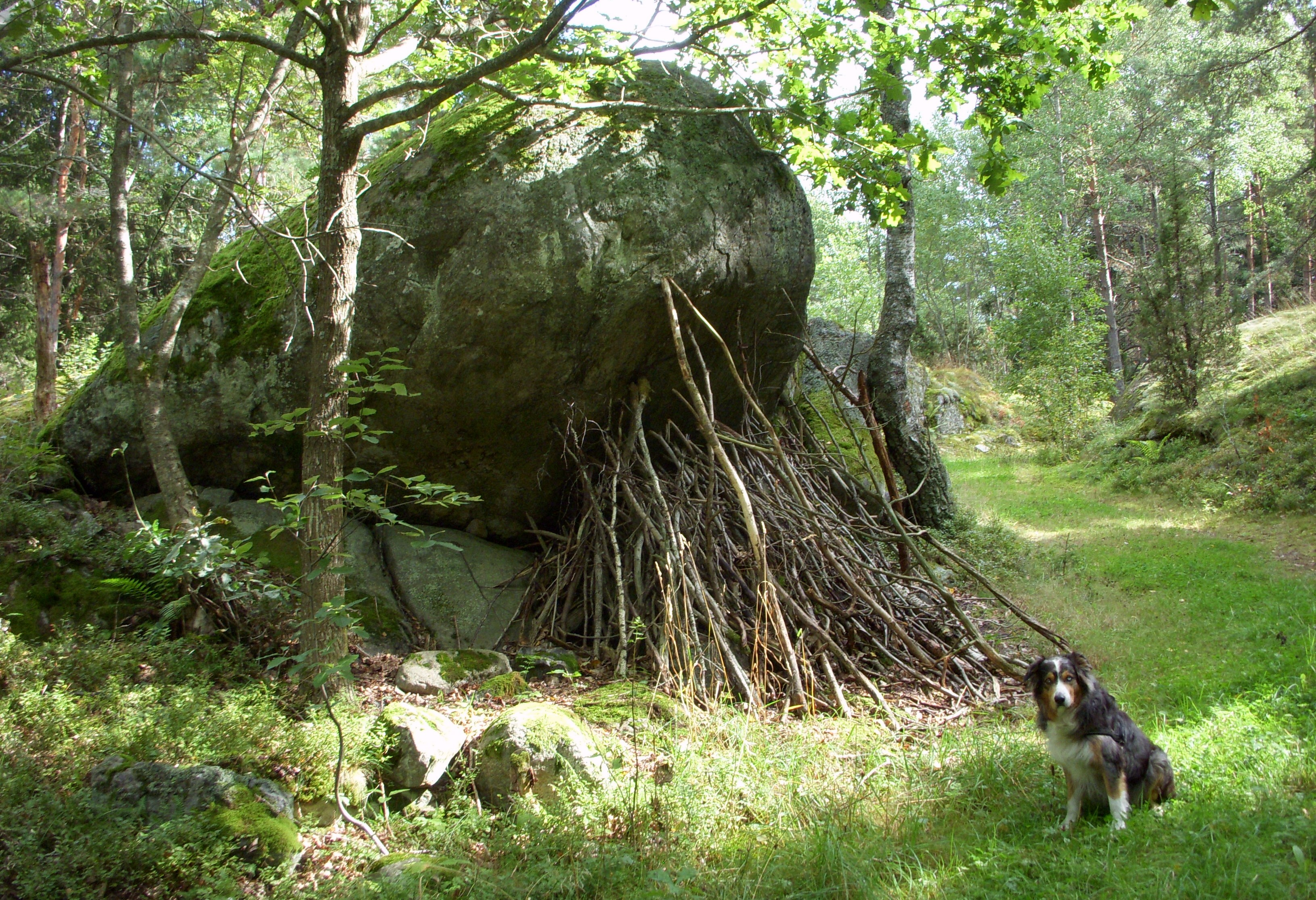
Stöttestenen "Grodan"
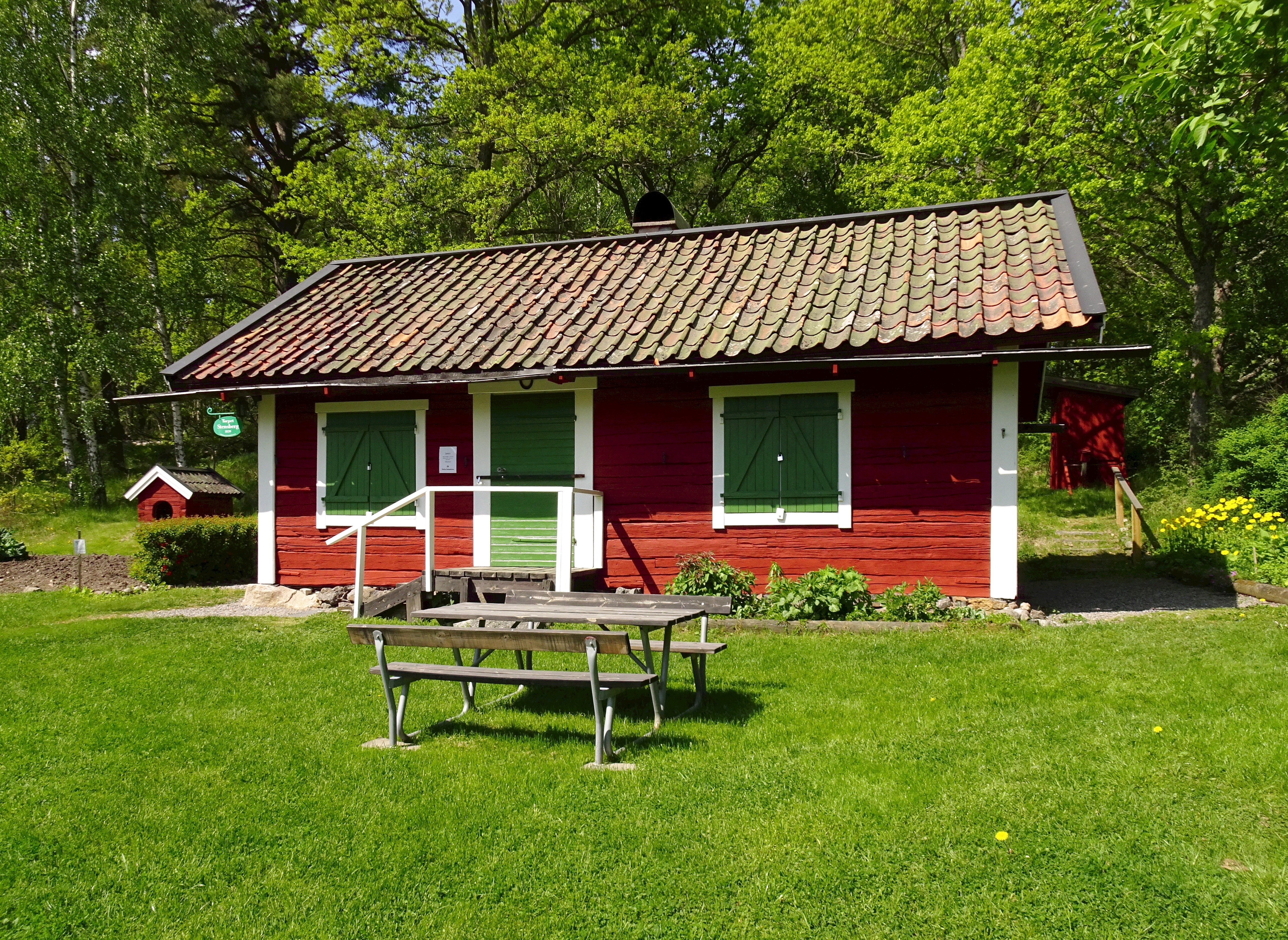
Torpet Stensberg flyttades 1995 till Sundby gård